# Worcester (Afrique du Sud)
Pour les articles homonymes, voir Worcester (homonymie).
Worcester est une ville d'Afrique du Sud située dans la province du Cap-Occidental, à 120 km au nord-est de la ville du Cap.
Fondée en 1819, la ville a été baptisée en l'honneur du marquis de Worcester, frère de Lord Charles Somerset, gouverneur de la colonie du Cap. Worcester fait partie de la municipalité de Breede Valley au sein du district de Cape Winelands.
Worcester est un important centre viticole. La transformation des fruits en conserves, l'eau de vie et la laine constituent les autres piliers de l'économie locale. La ville est également réputée pour son jardin botanique, le Karoo National Botanic Garden spécialisée dans les plantes indigènes de la région du Karoo.
En hiver, les montagnes environnantes se couvrent de neige, mais la chaleur est torride dans la vallée en été.

## Population

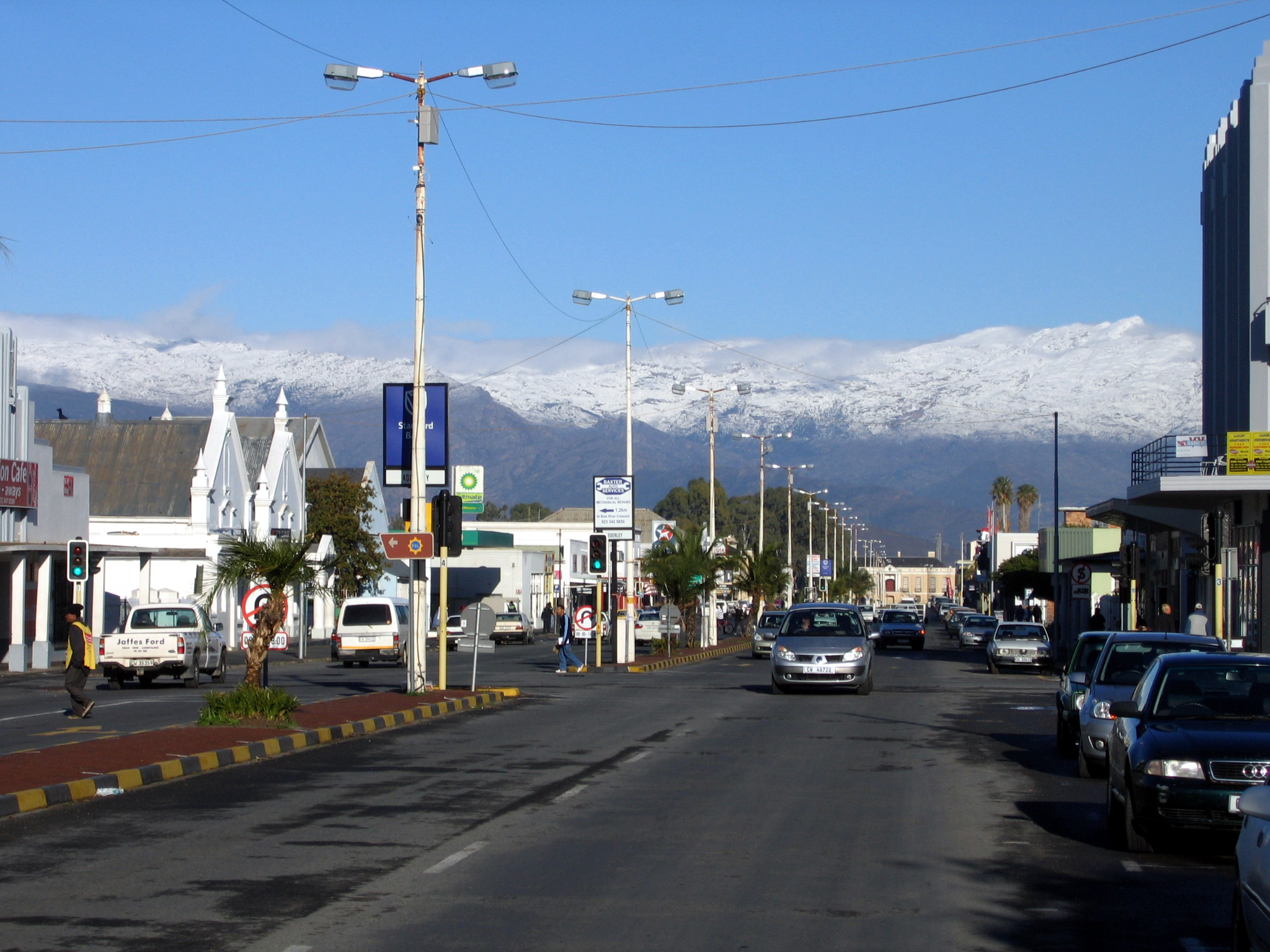
High Street dans le centre de Worcester.

Selon le recensement de 2001, Worcester est une ville de 66 348 habitants. Sa population est majoritairement issue de la communauté coloured (74,03 %).
Les noirs, groupe majoritaire de la population sud-africaine, et les blancs représentent respectivement 3,56 % et 21,71 % des résidents.
La langue maternelle majoritaire est l'afrikaans (94,36 %).

## Administration

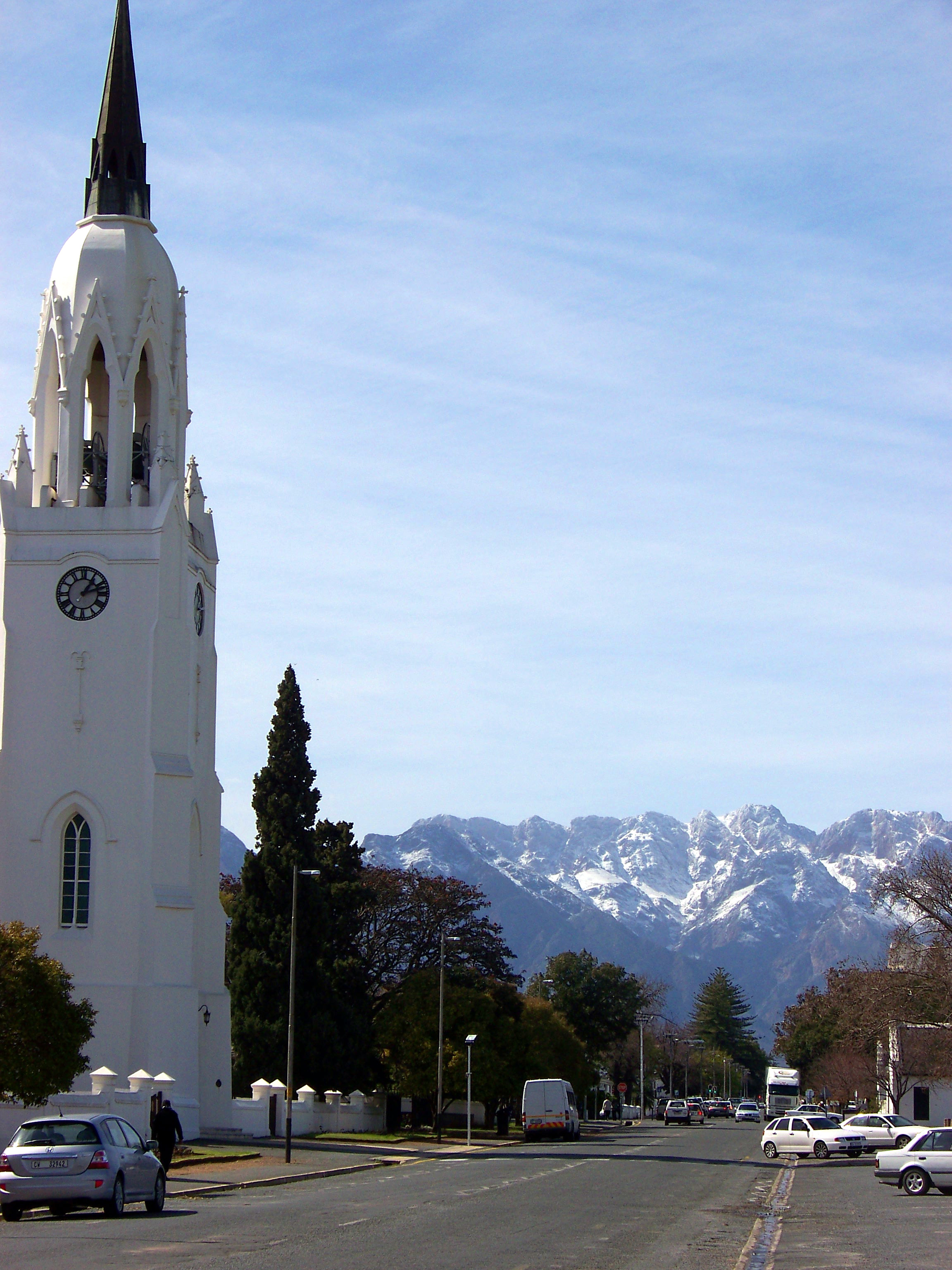
L'église réformée hollandaise "Die Moederkerk"

Formée en 2000, la Breede Valley Local Municipality comprend les villes, townships et hameaux de Worcester, Matroosberg, Touws River, De Doorns et Rawsonville.
La ville et la municipalité sont dirigées par l'Alliance démocratique (DA) qui a remporté plus de 52 % de suffrages lors des élections municipales sud-africaines de 2011. Depuis juin 2001, le maire est Basil Kivedo (DA).

## Voirie
La place située en face du Drostdy a pris le nom de Queen Square en l'honneur de la Reine Victoria.
D'est en ouest, les noms des axes principaux sont :
- Riebeeck Street (en l'honneur de Jan van Riebeeck) ;
- Fairbain Street (en l'honneur de John Fairbairn) ;
- Stockenström Street (en l'honneur de Andries Stockenstroom) ;
- Baring Street (en l'honneur de F. Baring) ;
- Adderley Street (en l'honneur de Charles Adderley, M.P.) ;
- Porter Street (en l'honneur de l'Attorney General William Porter) ;
- Napier Street (en l'honneur de Sir George Thomas Napier, gouverneur de la colonie du Cap de 1838 à 1844) ;
- Trappes Street (en l'honneur du Capitaine Charles Trappes) ;
- Somerset Street (en l'honneur de Lord Charles Somerset, gouverneur de 1814 à 1826).

Du nord au sud :
- Tulbagh Street (ancien nom du district) ;
- Church Street (en l'honneur de l'église réformée néerlandaise) ;
- High Street (a succédé à Cole Street) ;
- Russell Street (en l'honneur de Lord John Russell, premier ministre britannique) ;
- Durban Street (en l'honneur de Benjamin D'Urban, gouverneur de 1838 à 1844).

## Personnalités
- Theophilus Dönges (1898-1968), homme politique afrikaner
- Pierre de Villiers (1905-1975), joueur de rugby à XV
- Louis Leipoldt (1880-1947), journaliste, médecin, pédiatre, écrivain et poète afrikaner
- Hugo Naude (1869-1941), peintre afrikaner

## Quartiers résidentiels
| Quartiers     | Quartiers     | Quartiers      | Quartiers       | Quartiers           |
| ------------- | ------------- | -------------- | --------------- | ------------------- |
| Old Town      | Parkersdam    | Paglande       | Langerug        | Hospital Park       |
| Reunion Park  | Hospital Hill | Fairy Glen     | Roodewal        | Riverview           |
| Esselen Park  | Zweletemba    | Worcester West | Roux Park       | Van Riebeeck Park   |
| Victoria Park | Noble Park    | Meirings Park  | Panorama        | Hexpark             |
| Johnsons Park | Somerset Park | Mandela Square | Fairway Heights | Rolihlahla Informal |

## Galerie

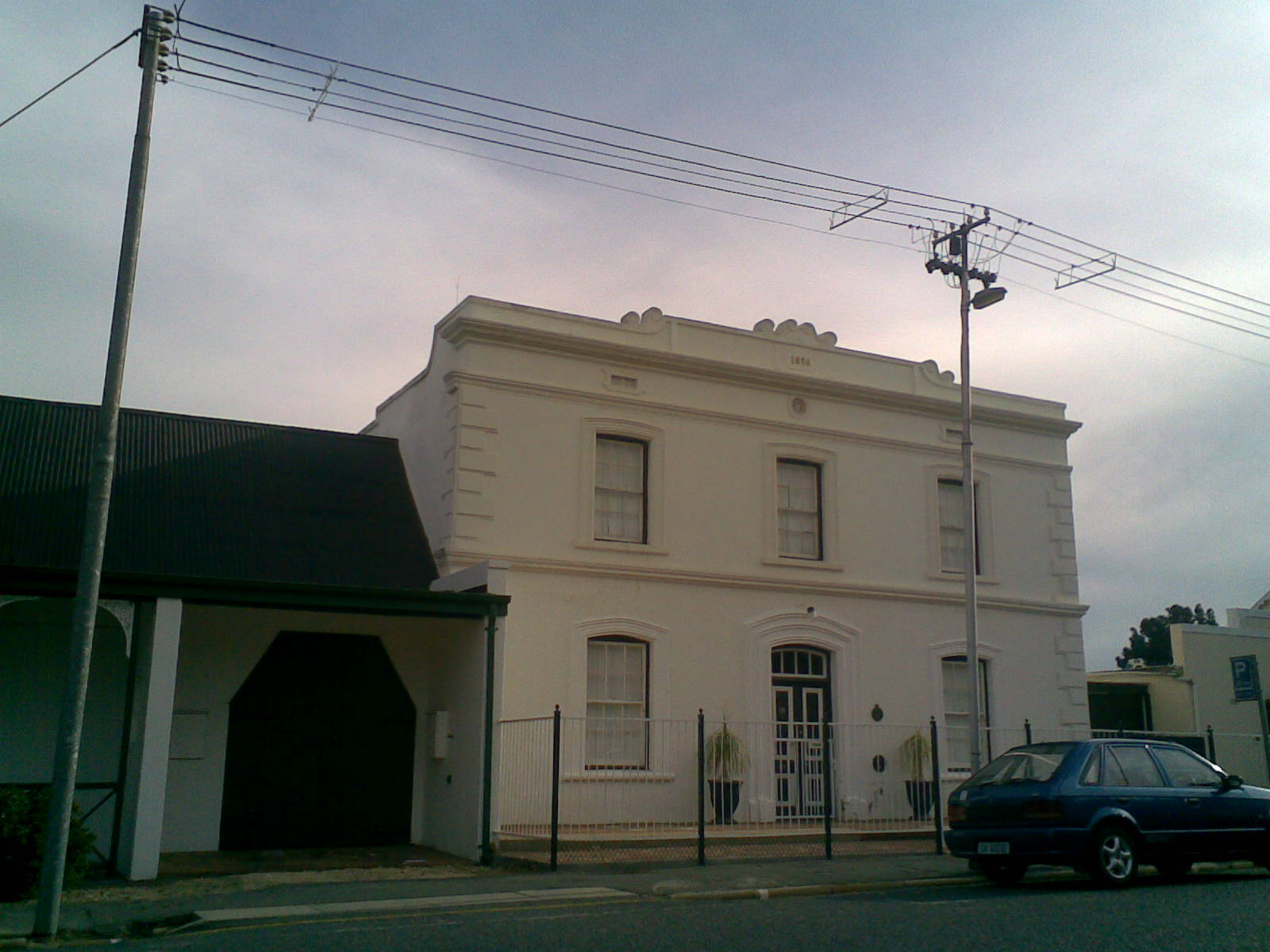
Vieille maison sur Stockenström Street (1870).
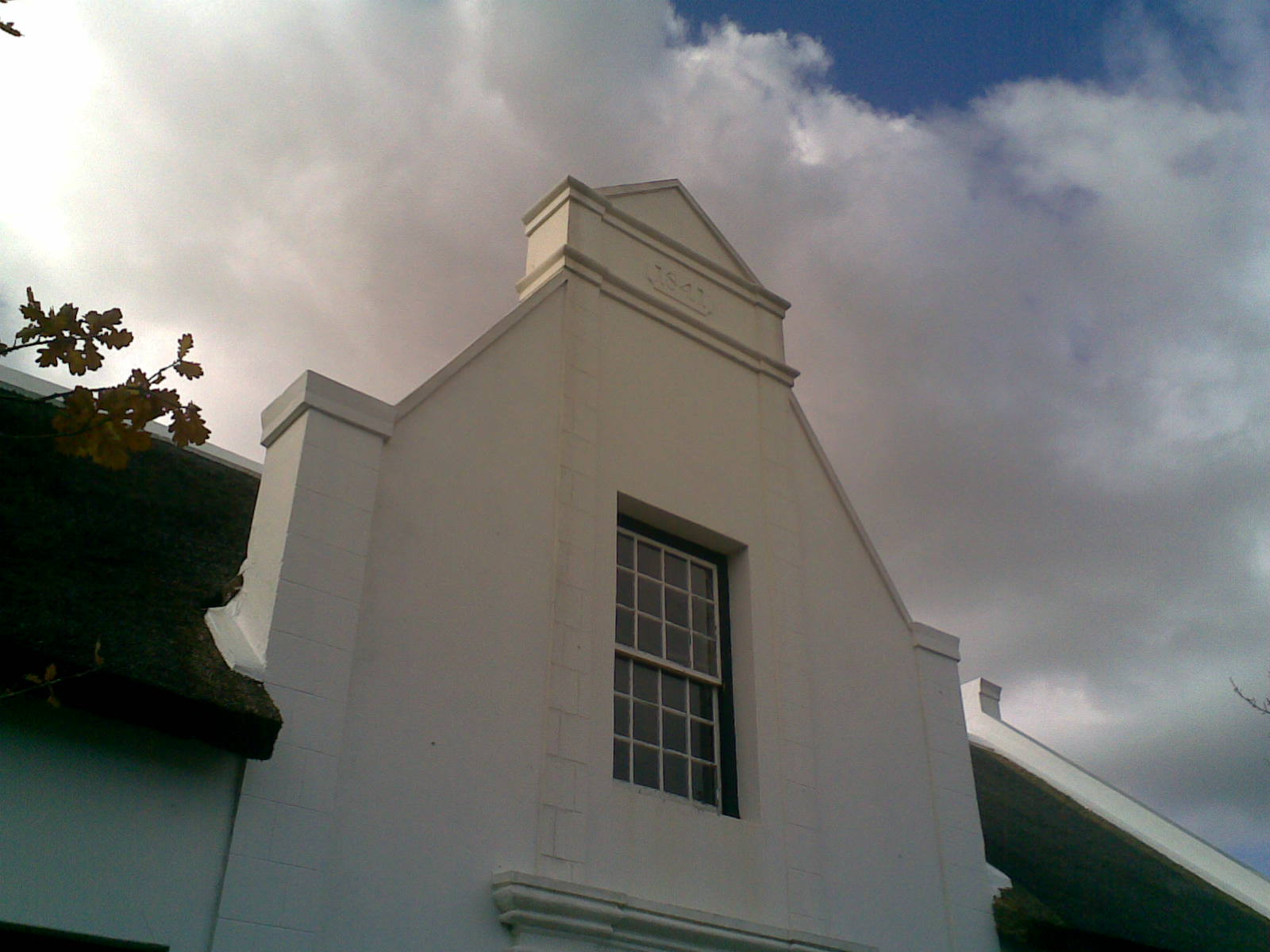
Beck House sur Baring Street (1841).
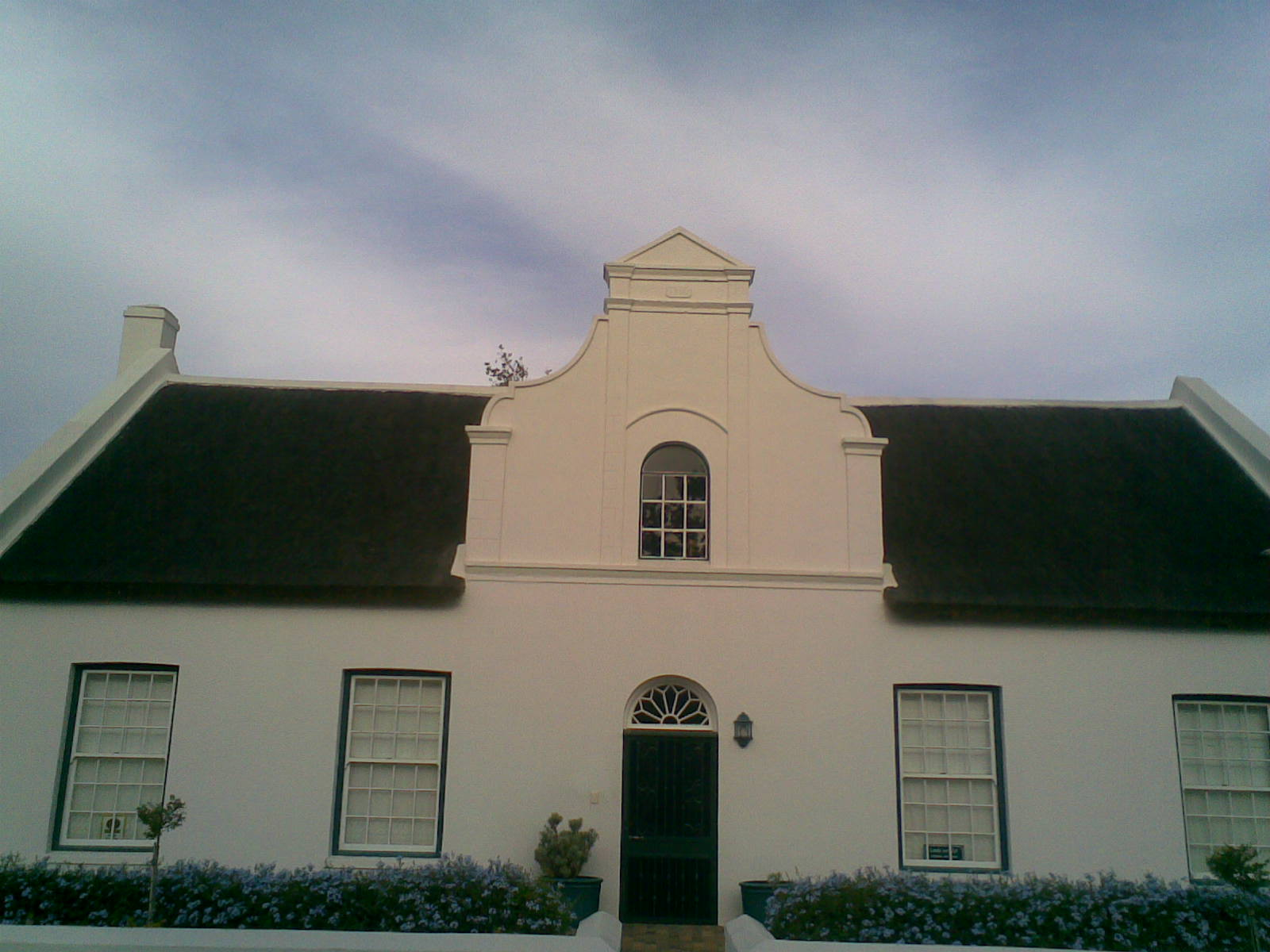
Manoir sur Russell Street (1836).
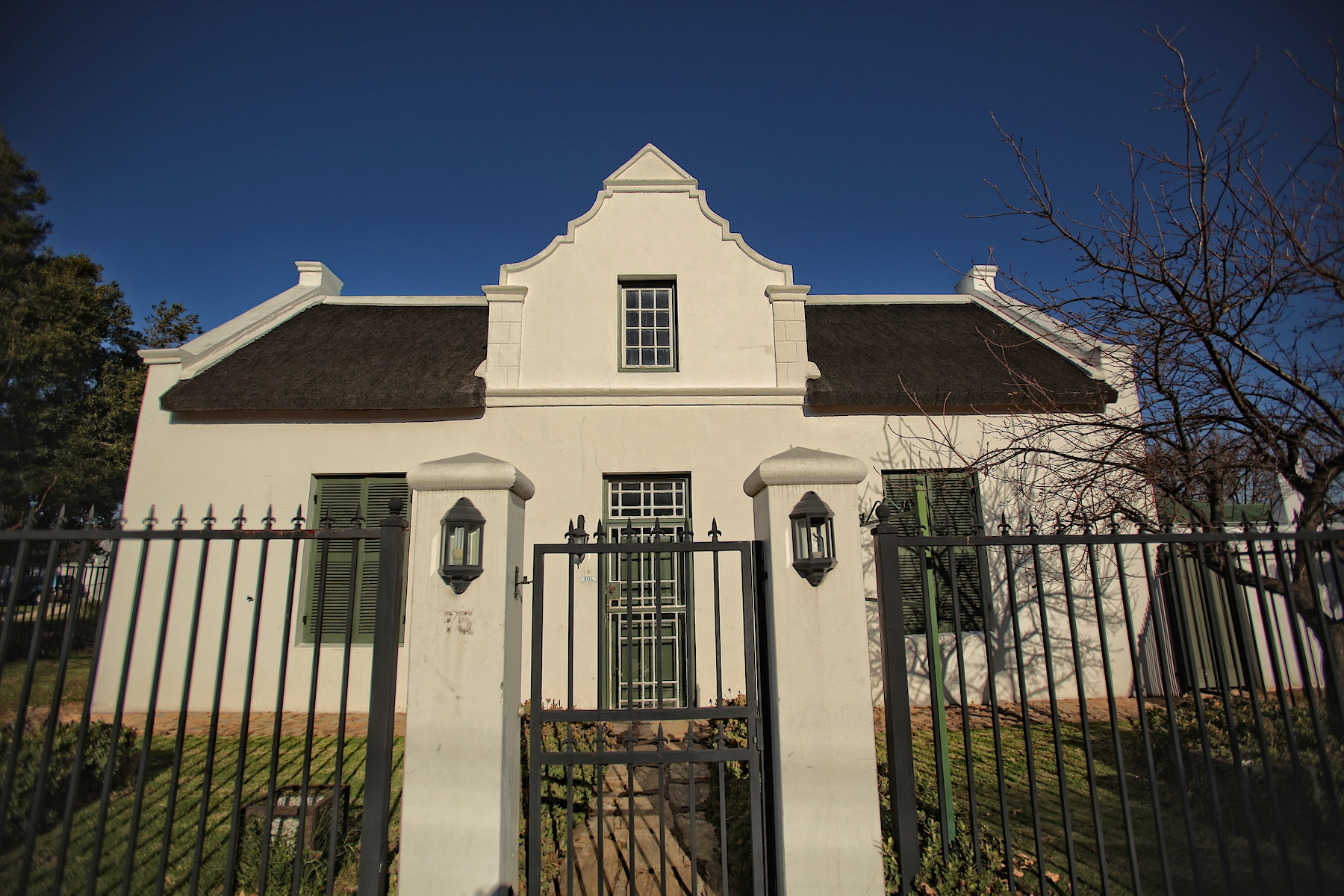
Afrikaner Museum au 75 church street.
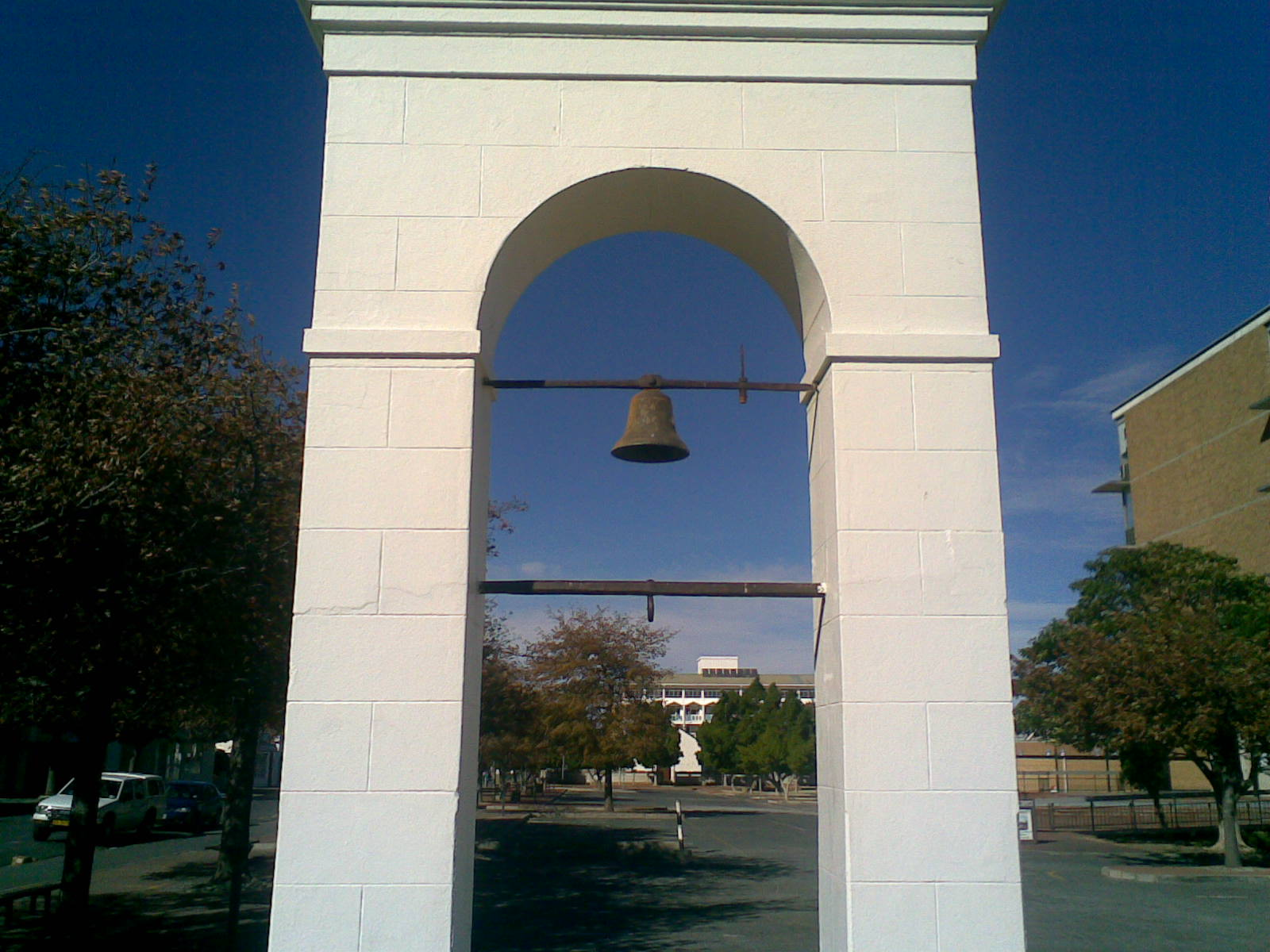
La cloche aux esclaves sur Market Square (1822).
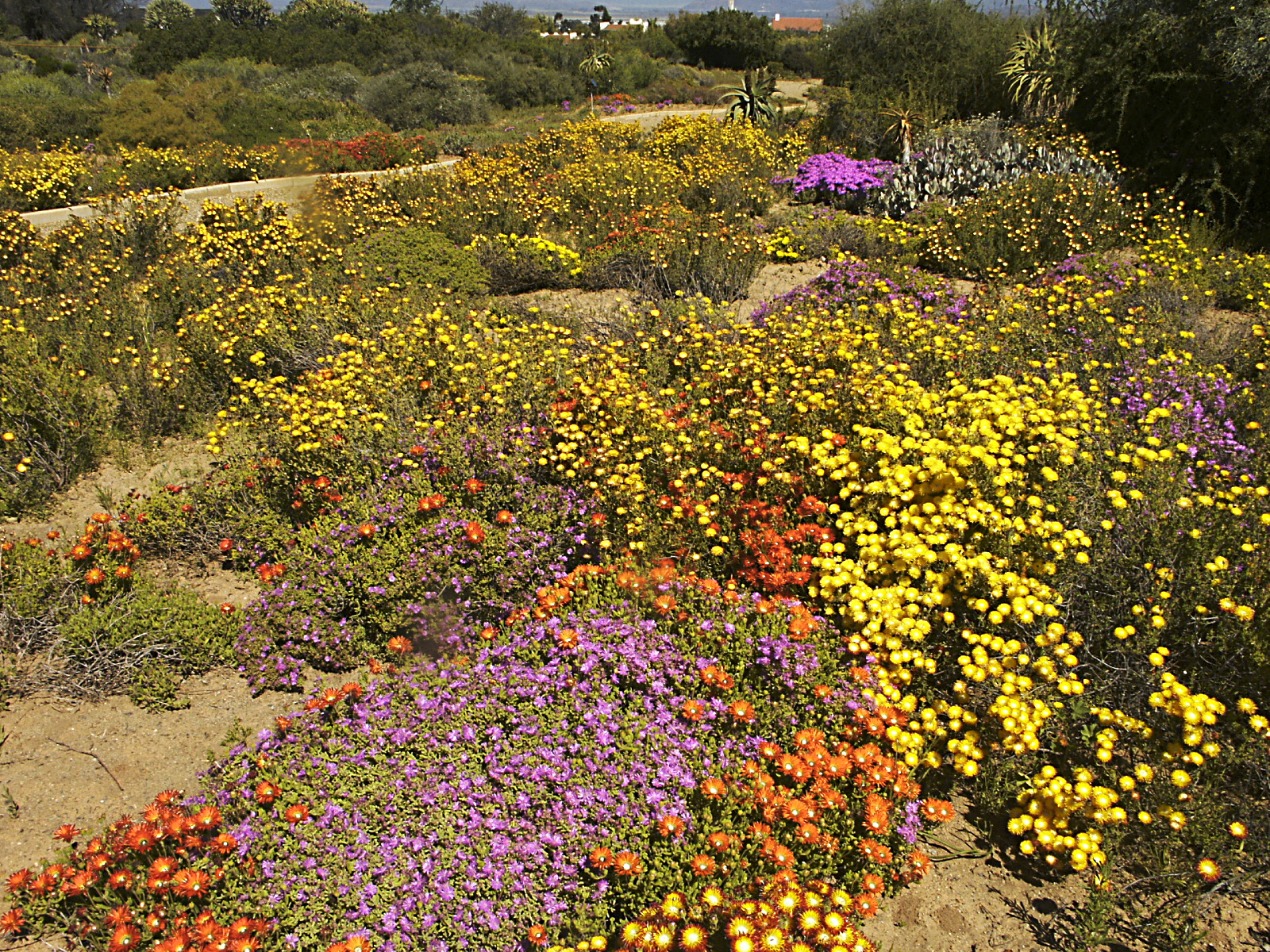
Jardin botanique.
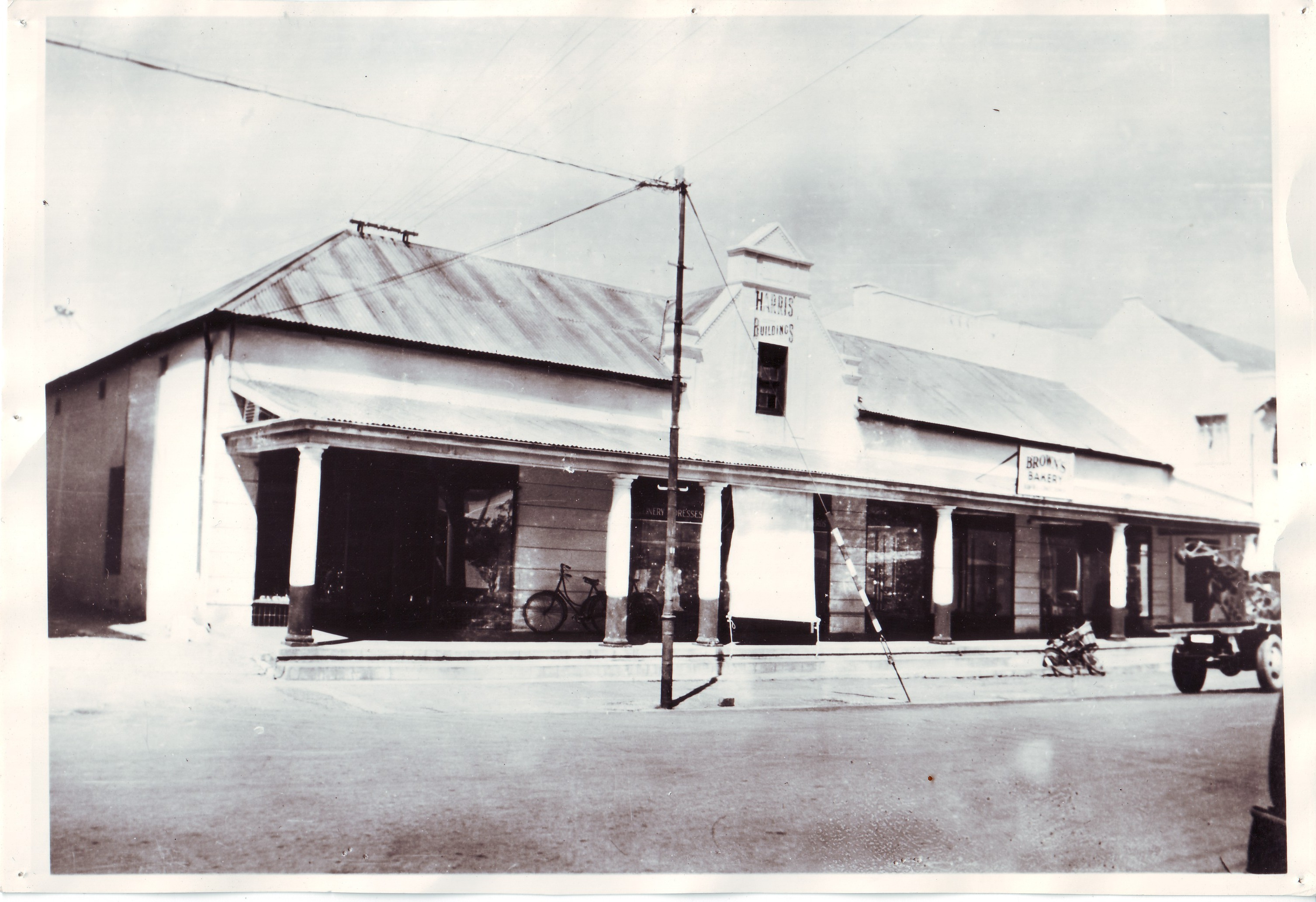
Harris Bakery.
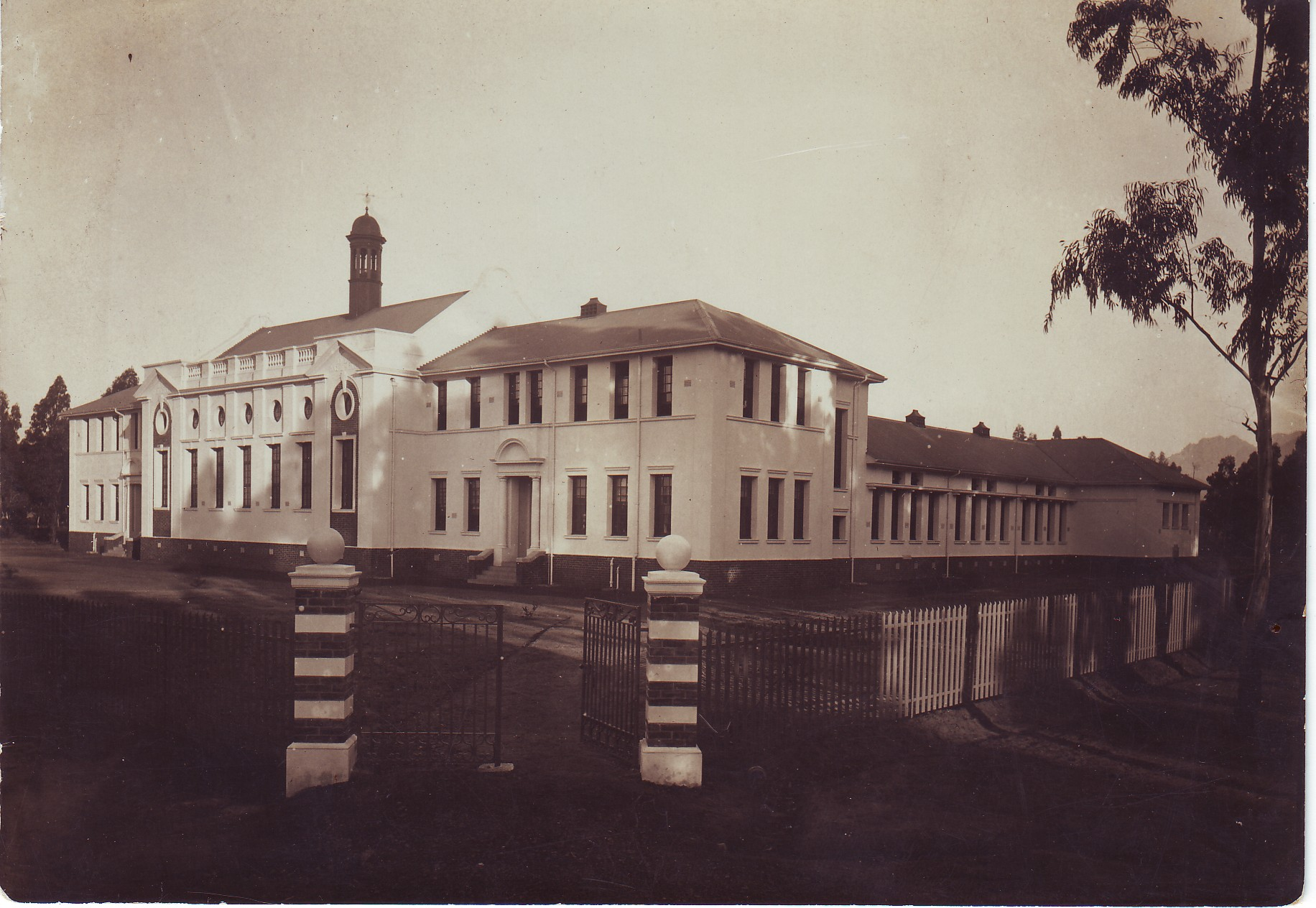
Boys High School (1913).
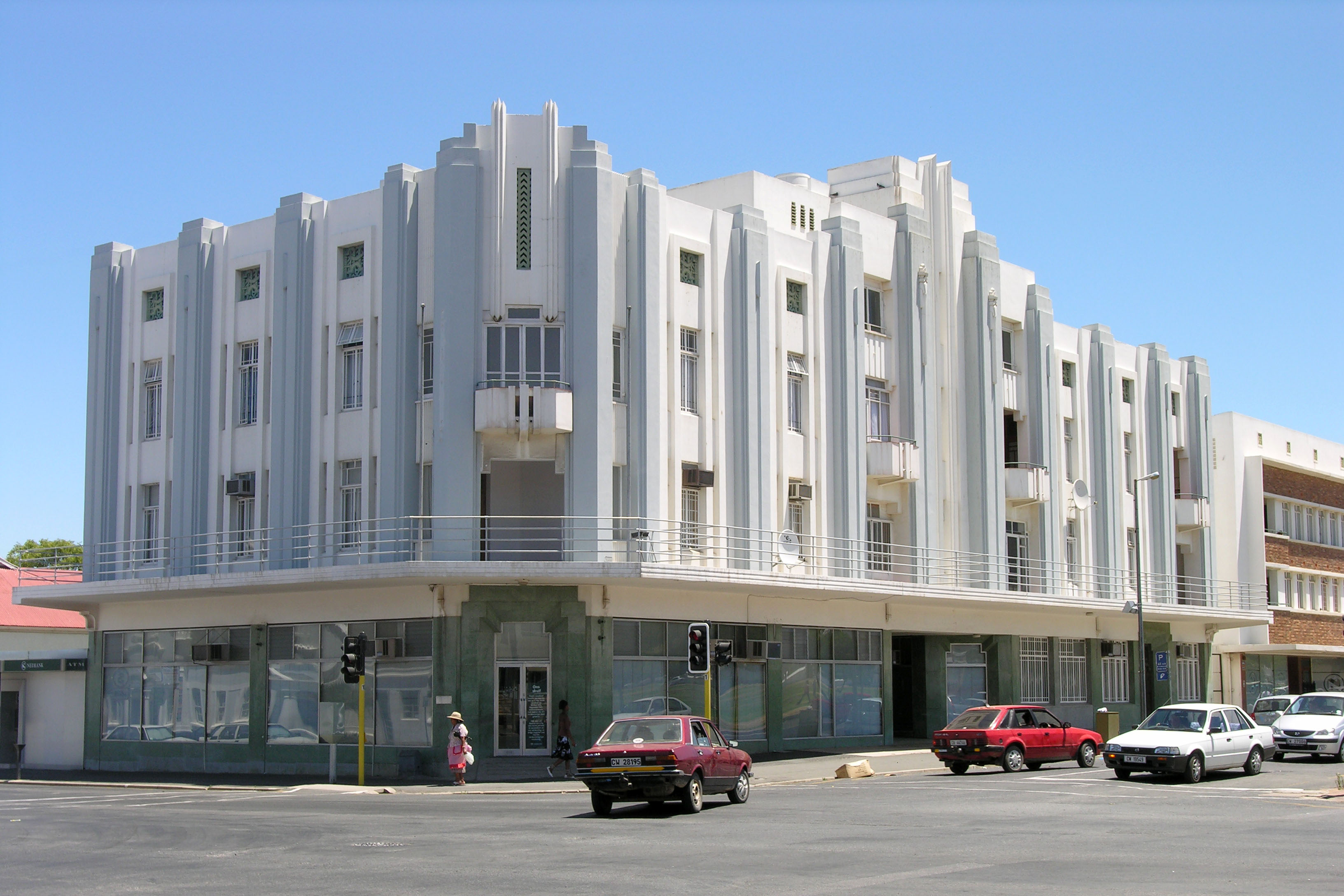
Old Nedbank.
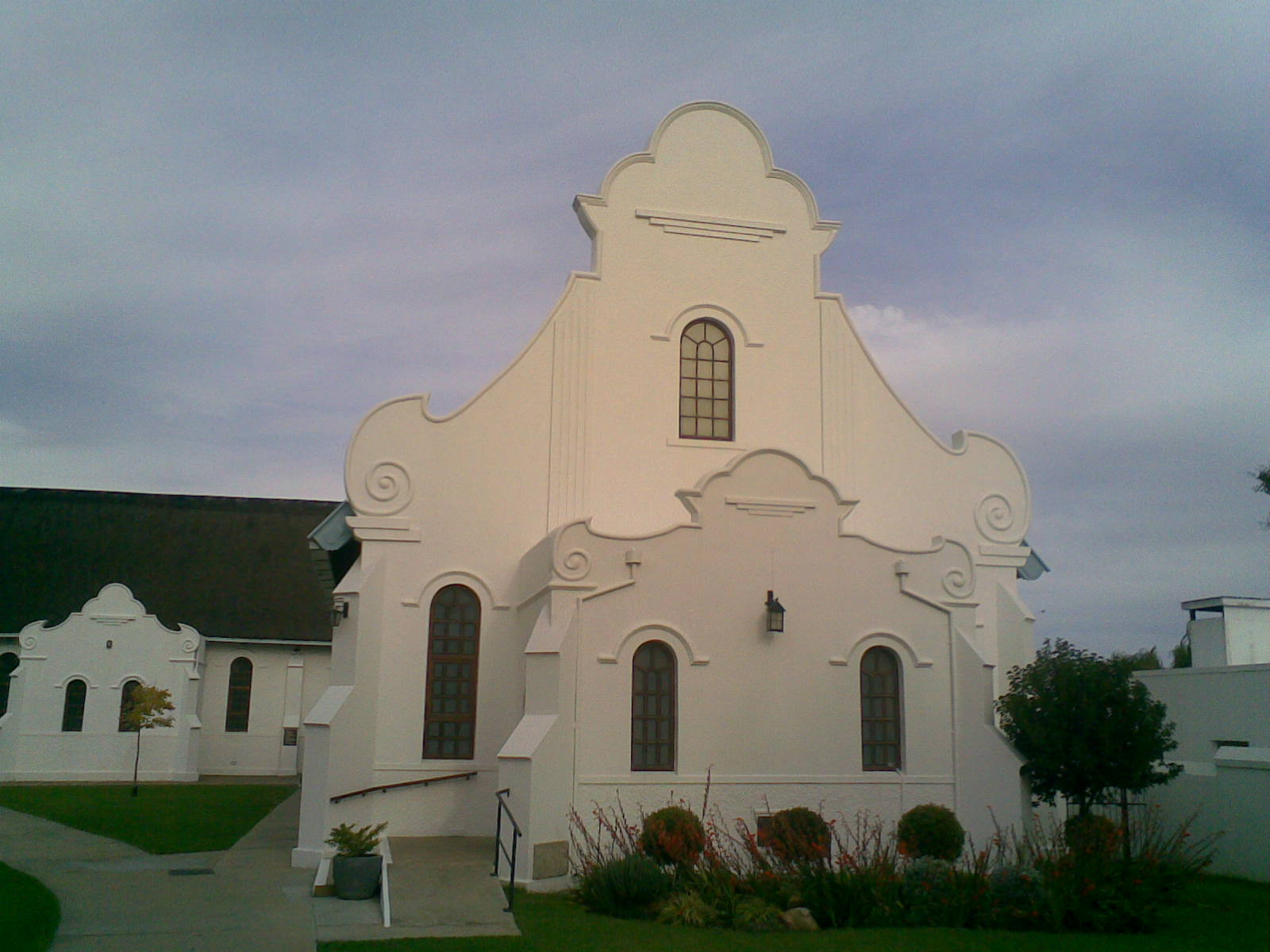
Congregational Church.